# Pamprepios
Pamprepios – grecki poeta żyjący w V wieku.
Pamprepios pochodził z miasta Panopolis w Górnym Egipcie. Urodził się w V wieku. Był profesorem gramatyki najpierw w Atenach, a następnie w Konstantynopolu. Zachowały się fragmenty jego panegiryka, pisanego heksametrem nonniańskim, pochodzące z lat 470-490.